# 陳珏
陈珏（1998年8月2日—)，出生于浙江省温州市，中国女歌手。2020年，参加爱奇艺选秀节目《青春有你》第二季。

## 人物经历
1998年8月2日，出生于中国浙江省温州市。大学就读于北京现代音乐研修学院。
2020年初，以个人训练生身份参加爱奇艺偶像女团竞演养成类真人秀节目《青春有你》第二季。2020年7月10日，发行个人首支单曲《狙》。7月23日，演唱腾讯音乐娱乐出品TME特别企划曲目《爱我还是他》。8月1日，为网剧《穿越火线》演唱插曲《铠甲少女》。11月5日，发布个人单曲《迷你》。12月16日，为电视剧《有翡》演唱插曲《采莲曲》。    
2021年2月11日，参加CCTV4《环球综艺秀》，与李春波共同演唱《一封家书》。2月24日，为古装剧《赘婿》演唱插曲《心欢》。4月23日，发布单曲《未发明的东西》。

## 音乐作品

### 歌曲
| 年份           | 名称                                                        | 歌曲風格 | 备注                                        |
| -------------- | ----------------------------------------------------------- | -------- | ------------------------------------------- |
| 2020年2月1日   | 《让世界充满爱》 （合作演唱者：《青春有你》第二季其余训练生 | -        | 青春有你“战疫” MV                           |
| 2020年3月18日  | 《YES! OK!》 （合作演唱者：《青春有你》第二季其余训练生）   | -        | 《青春有你》第二季主题曲                    |
| 2020年5月7日   | 《Lion》                                                    | Pop      | 青春有你2第17期 公演曲目                    |
| 2020年7月10日  | 《狙》                                                      | 流行     | 个人单曲                                    |
| 2020年7月23日  | 《爱我还是他》                                              | 流行     | TME特别企划 :「返埸”之“华语金曲：10 20 30」 |
| 2020年8月1日   | 《铠甲少女》                                                | 流行     | 《穿越火线》网剧插曲                        |
| 2020年11月5日  | 《迷你》                                                    | 流行     | 个人单曲                                    |
| 2020年12月16日 | 《采莲曲》                                                  | 流行     | 电视剧《有翡》网剧插曲                      |
| 2021年 2月24日 | 《心欢》                                                    | 流行     | 电视剧《赘婿》插曲                          |
| 2021年4月23日  | 《神未发明的东西》                                          | 流行     | 个人单曲                                    |

## 综艺节目

### 《青春有你》第二季參賽紀錄
| 期數   | 播出日期      | 演唱曲目及原唱                   | 結果及備注                    |
| ------ | ------------- | -------------------------------- | ----------------------------- |
| 第一期 | 2020年3月12日 | 《平凡的一天》/毛不易            | B班                           |
| 第六期 | 2020年3月28日 | 《易燃易爆炸》/陳粒              | 48票 小組第四名，現場助力第59 |
| 第11期 | 2020年4月16日 | 《十面埋伏2》／艾菲 李斯丹妮     | 第23名                        |
| 第13期 | 2020年4月23日 | 《有點甜》/汪蘇瀧 BY2 練習室版本 | 擔任主唱及主舞                |